# Westwick (Cambridgeshire)
Westwick – osada w Anglii, w Cambridgeshire, w dystrykcie South Cambridgeshire, w civil parish Oakington and Westwick. W 1961 civil parish liczyła 37 mieszkańców. Westwick jest wspomniana w Domesday Book (1086) jako Westuuiche.